# Панцакки, Энрико
Энрико Панцакки (итал. Enrico Panzacchi; 16 декабря 1840, Одзано-дель-Эмилия — 5 октября 1904, Болонья) — итальянский поэт, новеллист, литературный критик, политик, литературовед и искусствовед.

## Биография
Через два года после рождения Энрико его семья переехала в Болонью. Там он учился в семинарии, затем поступил в университете Пизы, где изучал сначала право, но затем переключился на философию, эстетику и филологию; окончил университет в 1865 году.
В 1867 году Панцакки был назначен профессором истории в лицее Адзуни в Сассари. Позже преподавал изобразительное искусство в Университете Болоньи, был депутатом и заместителем министра образования, а также директором Академии изящных искусств. Вместе с Олиндо Гуэррини и Кардуччи образовал так называемый «Болонский триумвират». Основал и редактировал несколько журналов, в том числе «Lettere e Arti» и «Rivista bolognese di scienze, lettere, arti e scuola». Стал одним из первых авторов статей по культуре для газеты «Corriere della Sera», с которой сотрудничал с апреля 1876 года, всего спустя месяц после её основания. Скончался в ортопедическом институте Риццоли. Похоронен в Болонье, надгробный памятник ему был поставлен в 1912 году.
Был известен как лирик и новеллист; считался идеалистом, был противником декаданса; многие его стихотворения по стилистике близки итальянской народной поэзии. Как музыкальный критик более всего ценил творчество Верди и Вагнера. Неоднократно выступал с публичными лекциями по вопросам искусства. Главные работы: «Lyrica, romanze e canzone» (Болонья, 1877), «Teste quadro, saggi critici» (1881), «Racconti e liriche» (1882), «A mezza macchia» (1884), «Racconti incredibili e credibili» (1885), «Critica spicciola» (1886), «Nuove liriche» (1888), «I miei racconti» (1889), «Poesie» (1894), сборники стихов, «Nel mondo della musica: impressioni e ricordi» (1895), «Saggi critici» (1896), «Nel campo deir arte, assaggi di critica» (1897), «Rime novelle» (1898), «Morti e viventi» (того же года), «Conferenze e discorsi» (того же года), «Vårte nel secolo XIX» (1901), «Cor sincerum, nuove liriche» (1902), «Villa Giulia», «Prosatori e poeti», «Riccardo Wagner». Он также написал несколько драм, однако они были крайне негативно приняты критикой и не сохранились.